# Higroscopia
Higroscopia é a propriedade que certos materiais possuem de absorver água, cuja etimologia está na composição dos radicais gregos higro- ‎(hugrós, "úmido”, “molhado”)  e -scopia (skopéō, “ato de ver”). 
Entre este materiais pode-se citar sílica-gel, sulfato de cobre, alginato, silicones e madeira. A sílica e o sulfato são usados como desumidificantes em embalagens de artigos e em ambientes que requerem proteção contra a umidade. O alginato e o silicone são usados para molde em odontologia.
O ácido sulfúrico concentrado é também um exemplo de substância higroscópica, devido ao seu acentuado efeito desidratante.
Quando o grau de absorção de água é extremamente elevado, o material começa a dissolver-se na própria água absorvida. Se um material possui esta característica, ele é chamado de deliquescente. 
O oposto da higroscopia é a eflorescência, propriedade de certos materiais de liberarem umidade no ambiente.
Assim, tem-se que:
Deliquescente é a substância hidratada que absorve água porque a pressão de vapor da água na substância é menor que a pressão de vapor da água no ar. Toda substância deliquescente é higroscópica. Porém, nem toda substância higroscópica é deliquescente.
Eflorescente é a substância hidratada que perde água porque a pressão de vapor da água na substância é maior que a pressão de vapor da água no ar.